# Tmesisternus brassi
Tmesisternus brassi är en skalbaggsart. Tmesisternus brassi ingår i släktet Tmesisternus och familjen långhorningar.

## Underarter
Arten delas in i följande underarter:
- T. b. brassi
- T. b. koresi